# The Collection (Fastway)
The Collection è una raccolta dei Fastway pubblicata nel 2001 per l'Etichetta discografica Connoisseur Collection.

## Tracce
1. Waiting for the Roar (Carroll, Connor, King, Manning, Reid) 4:03
2. The World Waits for You (Carroll, Connor, King, Manning, Reid) 7:35
3. Tired of Your Love (Carroll, Connor, King, Reid) 4:35
4. Move Over (Joplin)	5:27 (Janis Joplin Cover)
5. Trick or Treat (Carroll, Clarke, Connor, King, Reid) 2:47
6. Hold On to the Night (Carroll, Clarke, Connor, King, Reid) 3:22
7. Heft (Clarke, King, Shirley) 5:17
8. All Fired Up (Clarke, Fastway, King, Kramer, Shirley) 2:44
9. Misunderstood (Clarke, King, Shirley) 3:26
10. Hurtin' Me (Clarke, King, Shirley) 4:30
11. Hung Up on Love (Clarke, King, Shirley) 3:29
12. The Stranger (Clarke, King, Shirley) 4:13
13. Easy Livin' (Clarke, King, Shirley)	2:46
14. Feel Me, Touch Me (Do Anything You Want) (Fastway)	3:27
15. All I Need Is Your Love (Clarke, King, Shirley) 2:33
16. Another Day (Clarke, King, Shirley) 4:42
17. We Become One (Clarke, King, Shirley) 3:59
18. Give It All You Got (Clarke, King, Shirley) 3:02
19. Say What You Will (Fastway) 3:21